# Musée Würth France Erstein
Le musée Würth France Erstein est un musée d'art moderne et contemporain, situé à Erstein, dans le Bas-Rhin, qui a ouvert ses portes le 27 janvier 2008. Il constitue le treizième musée du Groupe Würth ouvert par l'industriel et amateur d'art Reinhold Würth et se situe à côté du siège social de l’entreprise Würth France . Le musée est destiné à la diffusion en France de la collection Würth, l’une des plus importantes collections d’entreprise d’art moderne et contemporain en Europe. 

## Collection
Le musée accueille par roulement d'expositions temporaires les œuvres de la collection Würth qui offre un large spectre des mouvements artistiques modernes et contemporains et rassemble plus de 16 000 œuvres, peintures, dessins, gravures et sculptures de Pablo Picasso à Gerhard Richter, en passant par René Magritte, Max Beckmann, Christo, Georg Baselitz ou Anselm Kiefer.

## Architecture

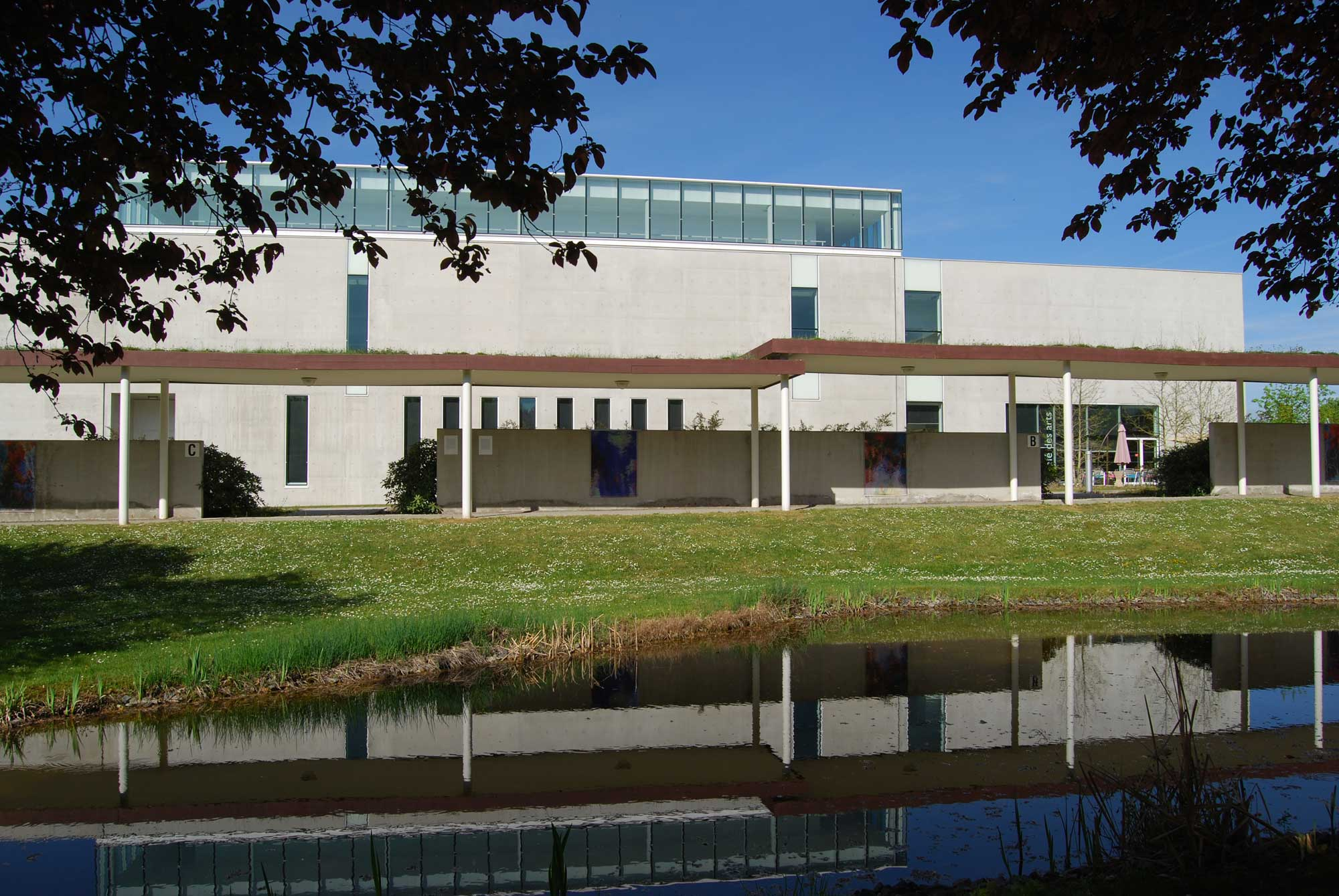
Le Musée Würth vu du parc.

L’édifice, réalisé par les architectes Jacques et Clément Vergély, abrite trois salles d'exposition : une nef monumentale au rez-de-chaussée, et à l’étage, deux espaces, pour une surface d’exposition totale de 800 m2. Le musée abrite également un auditorium de 224 places.

## Parc

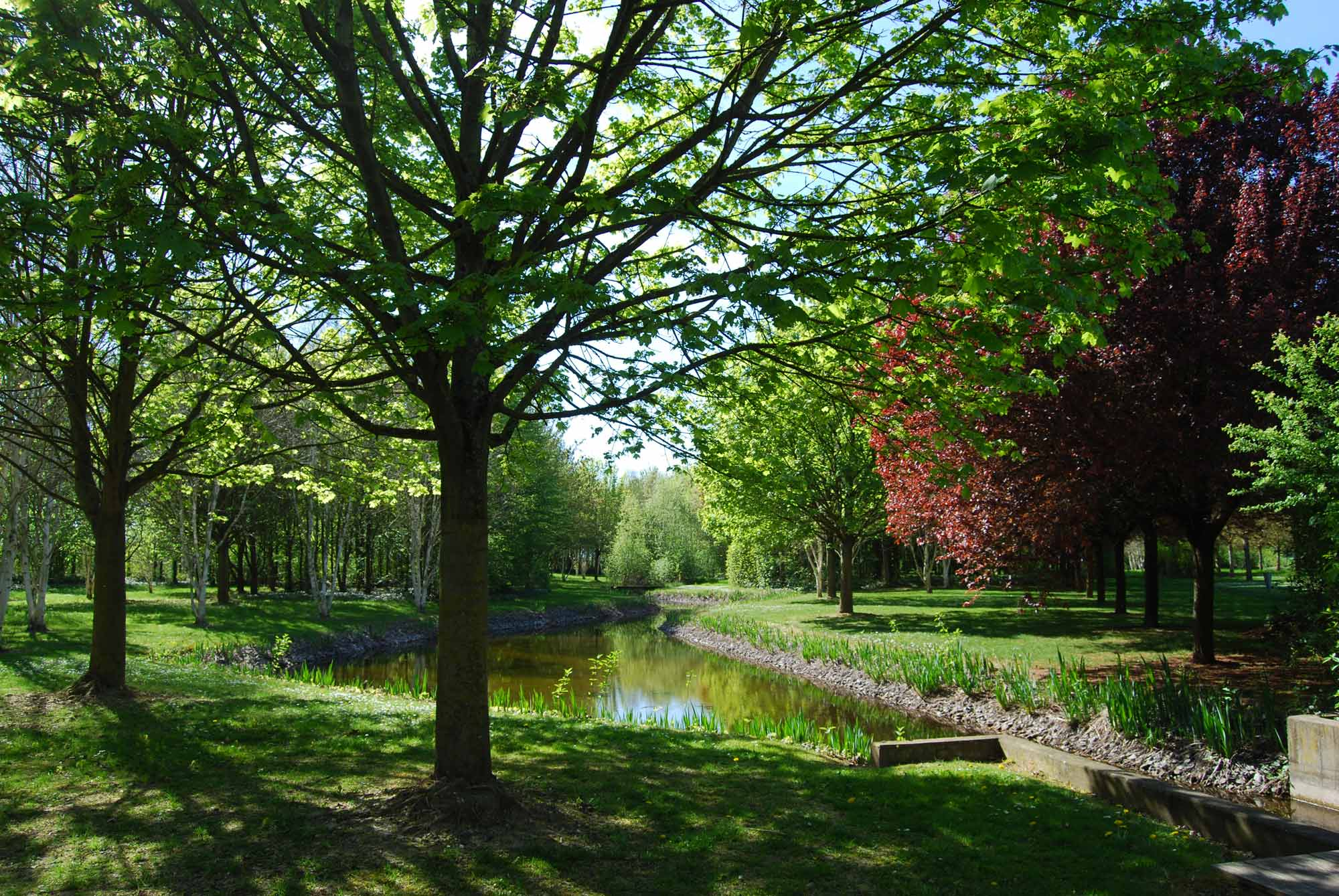
Vue du parc du Musée Würth.

Le parc conçu par Martine Rascle, trophée de l’Arbre d’Or 2000[Quoi ?], s’étend sur 5 hectares : il suscite des perceptions multiples, de loin comme de près. À l’échelle du paysage de la plaine d’Alsace, le parc est un bosquet au milieu des cultures et offre un refuge à la faune. À l’échelle de la parcelle, les espaces s’enchaînent, du plus minéral au plus naturel, du plus visible au plus secret, du plus lumineux au plus ombragé.

## Liste des expositions[3]
- Frisbee! Sport et loisirs dans la collection Würth, du 27 janvier 2024 au 15 septembre 2024
- Radical. L'abstraction géométrique dans la collection Würth, du 13 juin 2023 au 7 janvier 2024[4]
- Lore Bert. Collection Würth et prêts, du 13 juin 2023 au 7 janvier 2024
- Art Brut. Un dialogue singulier avec la collection Würth, du 9 octobre 2022 au 21 mai 2023
- Bestia. Les animaux dans la collection Würth, du 7 novembre 2021 au 7 septembre 2022
- Christo et Jeanne-Claude. Collection Würth, du 12 juillet 2020 au 20 octobre 2021
- José de Guimarães. Collection Würth et prêts, du 18 juin 2019 au 15 mars 2020
- Namibia. L'art d'une jeune génération, du 28 septembre 2018 au 26 mai 2019
- Hélène de Beauvoir, Artiste et femme engagée, du 30 janvier 2018 au 9 septembre 2018
- De la tête aux pieds. La figure humaine dans la collection Würth, du 31 janvier au 10 septembre 2017
- 1914-1918: Guerre d'images, images de guerre, du 28 septembre 2016 au 8 janvier 2017
- Fernando Botero. Collection Würth et prêts, du 21 septembre 2015 au 4 septembre 2016
- Anthony Caro. Œuvres majeures de la Collection Würth, du 7 février 2014 au 4 janvier 2015
- Art Faces. Des photographes rencontrent des artistes, du 5 juin 2013 au 5 janvier 2014
- L'appel de la forêt. Arbres et forêts dans la Collection Würth, du 19 septembre 2012 au 19 mai 2013. Prolongée jusqu'au 5 janvier 2014.
- Xenia Hausner - Flagrant délit, du 23 mars au 2 septembre 2012
- Éclats ! Le musée se met au verre… contemporain, du 15 octobre 2011 au 4 mars 2012
- Anselm Kiefer dans la Collection Würth, du 28 janvier au 25 septembre 2011
- Paris Karlsruhe Berlin, Vent d'est et d'ouest, du 4 juin 2010 au 9 janvier 2011
- L'ombre des mots. Gao Xingjian / Günter Grass, Encres et aquarelles, du 9 octobre 2009 au 16 mai 2010
- Coups de cœur. Œuvres choisies dans la collection Würth, du 19 février au 18 septembre 2009
- François Morellet. Raison et dérision, du 3 octobre 2008 au 1er février 2009
- Exposition Inaugurale. Un monde à part, du 27 janvier au 21 septembre 2008

## Programmation culturelle
Chaque exposition est accompagnée d'une programmation culturelle dans l'auditorium adjacent.